# Diego Mignone
Diego Cornejo Mignone (Quito, 1967), conocido en el mundo artístico como Diego Mignone, es un actor, productor y activista LGBT ecuatoriano. Ha actuado en series de televisión como La Reina del Sur (2011) y en filmes entre los que destacan Translúcido (2016) y La mala noche (2019). Es además uno de los fundadores de la Unión de Artistas y Autores Audiovisuales del Ecuador (UNIARTE- Sociedad de Gestión Colectiva) de la Asociación de Actores Audiovisuales del Ecuador (Uniactores).
En el ámbito del activismo, fue el creador del Grupo Tolerancia, una de las agrupaciones LGBT que trabajó por lograr la despenalización de la homosexualidad en Ecuador y que lograron su objetivo el 25 de noviembre de 1997, cuando el Tribunal Constitucional declaró que la ley que criminalizaba las relaciones entre personas del mismo sexo era inconstitucional.

## Trayectoria

### Carrera artística
Estudió actuación en el instituto Inicine a principios de la década de 2000, luego viajó a Colombia para continuar especializándose  en el Instituto Charlotte. Mignone decidió posteriormente continuar su carrera actoral en España, por lo que se mudó a dicho país y actuó en producciones como Cazadores de hombres (2008), del canal Antena 3, Yo soy Bea, donde interpretó el personaje del psicólogo Diego de la Vega, y en un episodio de la serie Hospital Central. También actuó en las películas Mileuristas (2008), The Sindone (2010) y en El archivo Akásico (2012).
En 2010 viajó a Colombia, donde fue contactado por los productores de La Reina del Sur para trabajar en la serie. En ella interpretó el papel de Cucho Malaspina, un periodista homosexual que entra a la vida de la protagonista, Teresa Mendoza, cuando ella sufre un atentado. Tras descubrir que Mendoza controlaba un negocio de narcotráfico internacional, Malaspina decide hacerla famosa y es quien la bautiza como «la reina del sur». El éxito de la serie fue el catalizador que le permitió a Mignone darse a conocer como actor en su país natal e internacionalizar su carrera.
Mignone fue uno de los fundadores de la Asociación de Actores Audiovisuales del Ecuador (Uniactores) y de la Unión de Artistas Audiovisuales del Ecuador (Uniartes), que buscan mejorar las condiciones de trabajo de los profesionales de la actuación y artistas audiovisuales ecuatorianos. Fue además presidente de ambas organizaciones. Desde este cargo participó en 2015 en las discusiones en la Asamblea Nacional del Ecuador para proporcionar observaciones al proyecto de Código Orgánico de la Economía Social de los Conocimientos, que el legislativo debatía en esa época.
En años posteriores actuó en películas como Translúcido (2016), Agujero negro (2018) y La mala noche (2019).

### Activismo LGBT y Grupo Tolerancia
Mignone ingresó al activismo por los derechos LGBT durante una estancia en Holanda, país al que viajó para realizar una maestría y donde se acercó a la organización LGBT COC Nederland, dado que Mignone es homosexual. Poco después de regresar a Ecuador, tuvo lugar en Cuenca la Redada del bar Abanicos, una incursión policial en un establecimiento LGBT ocurrida en junio de 1997 en que los detenidos sufrieron una serie de abusos por parte de las autoridades. Como respuesta, Mignone escribió una carta anónima a favor de las personas LGBT que publicó el diario El Comercio. Mignone firmó la carta como «Grupo Tolerancia», nombre que ideó al momento de escribirla. Entre otras cosas, Mignone afirmaba en la misiva:

Nosotros estamos en las familias, somos sus amigos, estamos en sus trabajos, estamos en todo lado; somos parte de la comunidad, pero por los prejuicios que existen, tenemos que mantener silencio; pero, por debajo de la mesa todo se sabe y todo funciona

Alexis Ponce, miembro de la Asamblea Permanente de Derechos Humanos, contactó a Mignone al correo electrónico del que había mandado la carta. Mignone reunió entonces a varios de sus amigos LGBT y, bajo el nombre de Grupo Tolerancia, se unieron a la campaña por lograr la despenalización de la homosexualidad en Ecuador, que otras organizaciones LGBT estaban promoviendo tras la redada del bar Abanicos. Entre los integrantes de Tolerancia estaban además figuras como Roberto Izurieta y Milagros Torres, la única mujer lesbiana visible en el proceso de despenalización. Los miembros de Tolerancia ayudaron en el proceso de recolección de firmas, que era un requisito para imponer una demanda contra el artículo que criminalizaba a las personas homosexuales. Grupo Tolerancia realizó la recolección principalmente en discotecas, tanto heterosexuales como LGBT.
Una vez puesta la demanda en el Tribunal Constitucional, miembros del Grupo Tolerancia asistieron junto a integrantes de Fedaeps al Tribunal, donde se reunieron con vocales del mismo para hablarles de la importancia de aprobar el cambio legal y educarlos sobre la diversidad sexual. El 25 de noviembre de 1997, el Tribunal Constitucional falló favor de los demandantes y declaró inconstitucional el primer inciso del artículo 516 del Código Penal, con lo que legalizó la homosexualidad en Ecuador. Tras el logro, los miembros del Grupo Tolerancia se alejaron del activismo.

## Filmografía

### Películas
- Mileuristas (2008)
- The Sindone (2010)
- El archivo Akásico (2012)[22]
- Translúcido (2016)
- Agujero negro (2018)
- La mala noche (2019)

### Series de televisión
- La Reina del Sur (2011)